# Empire Distribution
Empire Distribution (stylisé EMPIRE) est un label discographique américain, basé à San Francisco, en Californie, lancé en 2010 par Ghazi Shami. L'entreprise est associée aux plateformes comme Google Play, Spotify, iTunes, Amazon, SoundCloud, Deezer et Rdio.

## Histoire
Empire Distribution est fondé en 2010 par Ghazi Shami qui est ancien directeur de INgrooves, une entreprise indépendante ciblant la musique urbaine exploitée par Universal Music Group.
EMPIRE est connu pour avoir signé avec des grand artistes comme 50 Cent, Shaggy, Mario et Jim Jones.
En 2018, il est annoncé que le producteur de disques et directeur de label L.A. Reid a fondé un nouveau label Hitco Entertainment, qui sera distribué par Empire,. La même année, la rappeuse australienne Iggy Azalea annonce son propre label, initialement appelé New Classic Records puis renommé Bad Dreams, sa distribution étant assurée par Empire,.
En 2021, Empire signe un contrat de distribution avec le label relancée nommé Blackground 2.0. Le 23 janvier 2023, EMPIRE annonce un partenariat avec la plateforme d'investissement musical Web3 Nebula.

## Artistes
- Aaliyah
- 50 Cent
- VannDa
- Lil Baby
- XXXTentacion
- Shaggy
- Jewel
- Fireboy DML
- Jim Jones
- Jacob Latimore
- Members Only
- Mario
- Kurupt
- NIKI
- K Camp
- G-Dragon